# Rieder
Rieder là một đô thị thuộc huyện Harz, bang Sachsen-Anhalt, Đức. Đô thị Rieder có diện tích 21,41 km², dân số thời điểm ngày 31 tháng 12 năm 2006 là 1924 người.